# Gianni Mazzocchi
Gianni Mazzocchi (Ascoli Piceno, 18 novembre 1906 – Milano, 24 ottobre 1984) è stato un editore italiano; operò per oltre cinquant'anni nel mercato editoriale italiano fondando più di 15 riviste.

## Biografia
Nato in una famiglia di industriali della seta (il padre era allevatore di bachi), rimase orfano giovanissimo; i nonni morirono di febbre spagnola alla fine della prima guerra mondiale.
Vinse una borsa di studio per l'università a Roma, ma nel 1927 interruppe gli studi per trasferirsi a Milano, che riteneva potesse offrirgli maggiori possibilità di realizzare le sue molte idee e ambizioni.
Nel capoluogo lombardo conobbe Gio Ponti, fondatore della rivista di architettura «Domus», che lo introdusse nel mondo dell'editoria.
A luglio 1929 fondò l'Editoriale Domus a seguito dell'acquisizione dell'omonima rivista.
Nel 1934 rilevò il mensile di architettura e arredamento «Casabella», tenuta fino al 1964 quando fu ceduta a Mondadori.
Nel 1936 pubblicò il primo libro di Indro Montanelli, XX Battaglione eritreo, all'insaputa dell'autore, raccogliendo le note diaristiche che il giovane ufficiale aveva inviato per posta al padre dall'Africa.
Nel 1939 fondò il quindicinale d'attualità «Panorama», tuttavia chiuso d'autorità dal regime fascista poche settimane dopo l'entrata in guerra dell'Italia nel 1940.
All'indomani della Liberazione di Milano, Mazzocchi assunse la proprietà della testata L'Italia libera, che usciva come mensile. Mazzocchi lo trasformò in quotidiano e ne affidò la direzione a Leo Valiani, cui subentrò in dicembre Carlo Levi. Il quotidiano arrivò a vendere 300 000 copie al giorno. Nello stesso anno Mazzocchi assunse numerosi giornalisti già noti o che lo sarebbero diventati, tra i quali Arrigo Benedetti, Mario Pannunzio, Emilio Cecchi, Alberto Moravia e una giovane Camilla Cederna. Mise sotto contratto anche giornalisti provenienti dal «Corriere della Sera»: Raul Radice, Domenico Bartoli, Emilio Radius e Tommaso Besozzi. Infine, a novembre 1945 nacque il settimanale «L'Europeo», diretto da Benedetti, poi «Settimo giorno» (1948-1952), diretto da Radius, e «Storie vere».
Nel 1949 diede alle stampe «Il Mondo», la cui direzione fu affidata a Mario Pannunzio.

Gianni Mazzocchi

Nel 1953 vendette «L'Europeo» ad Angelo Rizzoli e tre anni dopo cedette gratuitamente «Il Mondo» a Nicolò Carandini e Arrigo Olivetti, cognato e cugino di primo grado di Adriano Olivetti Nel 1954 Mazzocchi fondò la rivista di design «Stile industria» e, nel 1956, il mensile automobilistico «Quattroruote». Pochi mesi dopo l'uscita di Quattroruote, Mazzocchi concluse l'acquisizione della rivista «Auto Italiana», una delle più antiche pubblicazioni italiane di motorismo, che portava in dote un vastissimo archivio storico nei settori dell'automobilismo, del motociclismo, della motonautica e dell'aviazione.
Il taglio editoriale della testata «Quattroruote» fu quello della rivista d'informazione e difesa del consumatore e Mazzocchi ne assunse personalmente la direzione: aveva infatti una grande passione per le autovetture, concepite come simbolo di libertà e di indipendenza e come strumento di emancipazione personale e sociale.
Nella rivista Mazzocchi condusse anche campagne personali, come quella per la costruzione dell'autostrada del Sole (1958) o quella per l'abolizione della corsia centrale per il sorpasso nei due sensi di marcia.
Nel 1961 fondò un'altra rivista a difesa del consumatore, «Quattrosoldi» (1961-1974) sulla quale pubblicò indagini e confronti tra prodotti, controlli sulle acque o sulle emissioni inquinanti. I costi divennero molto alti a causa delle guide di prova, così Mazzocchi preferì vendere la rivista.
Nel 1969 riacquisì il «Mondo» dalla vedova Pannunzio e ne affidò la direzione ad Arrigo Benedetti e due anni più tardi la cedette definitivamente a Rizzoli.
Tra il 1977 e il 1978 uscirono tre nuove riviste di settore, «Tutto turismo», prima del suo genere in Italia dedicata al tempo libero, «Tutto trasporti» e «Tutto usato».
A maggio 1978 una delle sue due figlie, Maria Grazia, all'epoca trentatreenne e madre di un figlio, fu sequestrata a scopo di estorsione; i rapitori pretesero tre miliardi di lire di riscatto.
La moglie Emma non sopravvisse al dolore e morì poco dopo.
Il sequestro durò poco più di due mesi e la donna fu liberata a fine luglio.
Gianni Mazzocchi morì il 24 ottobre 1984; al momento della sua scomparsa il gruppo era già guidato dalla figlia Giovanna Mazzocchi Bordone, cui il padre aveva lasciato il comando dopo il sequestro dell'altra figlia e che aveva nominato erede delle 14 testate del gruppo.
Maria Grazia, di professione giornalista, divenne invece presidente della Domus Academy.

## Intitolazioni
Gli è intitolata dal 2001 la strada di Rozzano dove si trovano gli uffici dell'editoriale Domus.